# Episodi di Just Shoot Me! (terza stagione)
La terza stagione della serie televisiva Just Shoot Me! è stata trasmessa in anteprima negli Stati Uniti d'America dalla NBC tra il 22 settembre 1998 e il 25 maggio 1999.
| nº | Titolo originale              | Titolo italiano | Prima TV USA      | Prima TV Italia |
| -- | ----------------------------- | --------------- | ----------------- | --------------- |
| 1  | What the Teddy Bear Saw       |                 | 22 settembre 1998 |                 |
| 2  | Steamed                       |                 | 29 settembre 1998 |                 |
| 3  | The Mask                      |                 | 27 ottobre 1998   |                 |
| 4  | Funny Girl                    |                 | 3 novembre 1998   |                 |
| 5  | Two Girls for Every Boy       |                 | 10 novembre 1998  |                 |
| 6  | The Withholder                |                 | 17 novembre 1998  |                 |
| 7  | Puppetmaster                  |                 | 17 novembre 1998  |                 |
| 8  | The List                      |                 | 24 novembre 1998  |                 |
| 9  | How Nina Got Her Groove Back  |                 | 8 dicembre 1998   |                 |
| 10 | How the Finch Stole Christmas |                 | 15 dicembre 1998  |                 |
| 11 | Slow Donnie                   |                 | 5 gennaio 1999    |                 |
| 12 | A Spy in the House of Me      |                 | 12 gennaio 1999   |                 |
| 13 | Lies & Dolls                  |                 | 2 febbraio 1999   |                 |
| 14 | Nina Sees Red (Part 1)        |                 | 9 febbraio 1999   |                 |
| 15 | Nina Sees Red (Part 2)        |                 | 16 febbraio 1999  |                 |
| 16 | Hostess to Murder             |                 | 23 febbraio 1999  |                 |
| 17 | Toy Story                     |                 | 2 marzo 1999      |                 |
| 18 | Miss Pretty                   |                 | 23 marzo 1999     |                 |
| 19 | Maya's Nude Photos            |                 | 6 aprile 1999     |                 |
| 20 | And the Femmy Goes To...      |                 | 4 maggio 1999     |                 |
| 21 | Softball                      |                 | 4 maggio 1999     |                 |
| 22 | Shaking Private Trainer       |                 | 11 maggio 1999    |                 |
| 23 | Nina's Choice                 |                 | 18 maggio 1999    |                 |
| 24 | The Odd Couple (Part 1)       |                 | 25 maggio 1999    |                 |
| 25 | The Odd Couple (Part 2)       |                 | 25 maggio 1999    |                 |